# パソコントラベル君ならどうする
『パソコントラベル・君ならどうする』（パソコントラベル・きみならどうする）は、1984年1月11日から同年3月14日までTBS系列で放送されていたバラエティ番組である。TBSとテレビマンユニオンの共同製作。全10回。放送時間は毎週水曜 19時30分 - 20時00分（日本標準時）。

## 概要
前番組『パソコン宇宙大作戦・アイドルを救え!』に替わってスタートしたアトラクション番組。出場者は全員芸能人で、彼らが4人1組のチームを組み、パソコンを使ったクイズとゲームで対戦していた。司会は松宮一彦（当時TBSアナウンサー）とマッハ文朱が務めていた。
勝ったチームには、スポンサーのセガ・エンタープライゼスが提供するSG-1000をプレゼントしていた。観客にもプレゼントがあり、スポンサーの不二家と日清食品が提供する商品をもれなく貰えた。

## ゲーム
- ハイパーオリンピック
- ご当地データバンク
- パソコンしりとり - 出場者がコンピュータとしりとりで対決するゲーム。出場者が一度出た答えをもう一度言った場合にはコンピュータから「シヨウズミ」、不正解その他の答えを言った場合には「コタエガアリマセン」と告げられて負けとなる。逆にコンピュータが答えを出せなかった場合、コンピュータ自ら「ワタシノマケ」と言って負けを認める演出があった。なお、コンピュータには言葉が1つだけしか登録されていない頭文字が毎回どれか1つ設定されており、ゲーム開始時にそれが「サービスワード」として提示された。
- 残酷ブランコ - 前番組にあった「宇宙ブランコ」のリニューアル版。こちらはチームメイト全員がグアム旅行に行けるのではなく、成功した者だけが獲得できるというものだった。

## 放送リスト
| 回 | 放送日 （1984年） | サブタイトル                |
| -- | ----------------- | --------------------------- |
| 1  | 1月11日           | 人間対コンピューター        |
| 2  | 1月18日           | 東京 - 京都を瀬古が走れば？ |
| 3  | 1月25日           | 東西激突！爆笑シリトリ      |
| 4  | 2月1日            | 紅白デジタル人間激突大会    |
| 5  | 2月8日            | 竹中直人が奇跡の大逆転！    |
| 6  | 2月15日           | 人気アニメ声優ド根性大会    |
| 7  | 2月22日           | ハイパーオリンピック新登場  |
| 8  | 2月29日           | どんでん返し！怪物対赤信号  |
| 9  | 3月7日            | おどろきデータバンク直結!!  |
| 10 | 3月14日           | ウォーゲーム？緊張の一瞬    |

参考：『毎日新聞縮刷版』毎日新聞社、1984年1月11日 - 同年3月14日付のラジオ・テレビ欄。
| TBS系列 水曜 19:30 - 20:00                                              | TBS系列 水曜 19:30 - 20:00                                         | TBS系列 水曜 19:30 - 20:00                      |
| 前番組                                                                  | 番組名                                                             | 次番組                                          |
| ----------------------------------------------------------------------- | ------------------------------------------------------------------ | ----------------------------------------------- |
| パソコン宇宙大作戦・アイドルを救え! （1983年10月26日 - 1983年12月21日） | パソコントラベル・君ならどうする （1984年1月11日 - 1984年3月14日） | ぼくたちの疾走 （1984年5月9日 - 1984年9月26日） |